# Spoorloos (hoorspel)
Spoorloos is een hoorspel van Heinrich Böll. Die Spurlosen werd op 8 november 1957 door de Norddeutscher Rundfunk uitgezonden. Katja Spierdijk vertaalde het en de NCRV zond het uit op maandag 29 december 1975. De regisseur was Johan Wolder. Het hoorspel duurde 51 minuten.

## Rolbezetting
- John Leddy (Kröner)
- Frans Somers (Dr. Krum)
- Celia Nufaar (mevrouw Kröner)
- Huib Broos (Brühl)
- Kees Coolen (Pölzig)
- Donald de Marcas (Druven)
- Niek Pancras (Kleffer)
- Franklin van den Hurk (Schwitzkowski)

## Inhoud
Kapelaan Brühl wordt door misdadigers ontvoerd. Hun ongewone eis: hij moet een ziek bendelid de laatste sacramenten toedienen. In een gesprek met de doodzieke Marianne worden de motieven duidelijk, waarom een groep mensen uit onze maatschappij wil stappen. Wanneer hij door de politie en door zijn ambtsbroeders gevonden wordt, zwijgt Brühl door zich te beroepen op het beroepsgeheim…